# شانجان سي أس 75
شانجان سي أس75(بالإنجليزية:Changan CS75) هي سيارة سيارة كروس أوفر تنتجها شركة شانجان.

## وصلات خارجية
- الموقع الرسمي